# Hypophthalmus
El gènere Hypophthalmus és constituït per peixos actinopterigis de l'ordre dels siluriformes.

## Morfologia
- Cos nu.
- 3 parells de barbetes sensorials.
- Cap ample.
- Aleta adiposa petita.
- Al voltant de 66 vèrtebres.
- Longitud màxima: a l'entorn de 60 cm.[1]

## Hàbitat
Hom els pot trobar tant en aigua salobre com en aigua dolça.

## Distribució geogràfica
Es troba al nord-est de Sud-amèrica.

## Taxonomia
- Hypophthalmus devall (Röhl, 1942)
- Hypophthalmus edentatus (Spix & Agassiz, 1829)
- Hypophthalmus fimbriatus (Kner, 1858)
- Hypophthalmus longifilis (Valenciennes a Cuvier & Valenciennes, 1840)
- Hypophthalmus marginatus (Valenciennes, 1840)
- Hypophthalmus oremaculatus (Nani & Fuster, 1947)[2][3]

## Observacions
No formen part del comerç de peixos d'aquari.